# Sous la Seine
Sous la Seine és una pel·lícula francesa d'acció de terror de 2024 dirigida per Xavier Gens, que la va coescriure amb Yannick Dahan, Maud Heywang i Yaël Langmann. És protagonitzada per Bérénice Bejo com una biòloga marina afligida que es veu obligada a afrontar el seu tràgic passat per salvar París d'un bany de sang quan un tauró gegant apareix al Sena. S'ha subtitulat al català.
Produïda amb un pressupost de 19,6 milions d'euros, la pel·lícula es va estrenar a Netflix el 3 de juny de 2024 i inicialment va rebre crítiques mixtes i positives, amb alguns crítics que la van comparar amb Tauró (1975) i altres pel·lícules del gènere de pel·lícules de taurons. Les crítiques posteriors van ser menys favorables.

## Repartiment
- Bérénice Bejo com a Sophia
- Nassim Lyes com a Adil
- Léa Léviant com a Mika
- Sandra Parfait com a Caro
- Aksel Ustun com a Nils
- Aurélia Petit com a Angèle
- Marvin Dubart com a Markus
- Daouda Keita com a Leopold
- Ibrahima Ba com a Adama
- Anne Marivin com l'alcaldessa de París